# Lee Van Cleef
Clarence LeRoy Van Cleef, Jr. conegut com a Lee Van Cleef   (Somerville, 9 de gener de 1925 - Oxnard, 16 de desembre de 1989) fou un actor estatunidenc que aparegué principalment en westerns i pel·lícules d'acció.

## Biografia
D'ascendència holandesa
, els seus pares van ser Marien Levinia (n. Van Fleet) i Clarence LeRoy Van Cleef. Durant la Segona Guerra Mundial va servir en l'armada dels Estats Units. Es va convertir en actor després d'una breu carrera com comptable. Els seus durs trets i els seus ulls penetrants el convertirien en el brivall ideal per a qualsevol film.
La seva primera pel·lícula va ser el western clàssic, Sol davant el perill de Fred Zinnemann, en la qual interpretava un brivall. A partir d'aleshores, comença el seu periple pel cinema nord-americà a través de papers secundaris en pel·lícules de cinema negre i aventures, gairebé totes de sèrie B, incloent la seva col·laboració amb el director Phil Karlson en diversos films: El quart home el 1953, al costat de John Payne;  99 River Street el 1954, al costat de Brad Dexter o d'altres.
Apareix també com a brivall en el clàssic de John Ford L'home que va matar Liberty Valance, però a mitjans d'aquella dècada estava retirat de l'actuació i es guanyava la vida com a pintor, fins que un dia el director italià Sergio Leone el va reclutar per a les seves produccions del gènere espagueti western. S'explica l'anècdota que inicialment es va mostrar reticent a abandonar Nova York per traslladar-se a Europa a rodar, perquè havia d'acabar un quadre per valor de 30 dòlars, però les seves reticències ràpidament es van dissipar en sentir que el seu sou seria de 50.000 dòlars.
Després de participar en dues pel·lícules magistrals de Sergio Leone, la seva carrera es va reactivar per si sola, en un cas molt semblant al d'un altre actor encasellat en brivalls i en semblant situació professional: Jack Palance.
A partir de llavors, la seva presència en papers ja de protagonista absolut i en produccions similars no es fan esperar: La resa dei conti, de Sergio Sollima, considerada com un dels millors spaguetti western, per la seva atmosfera barrejada de terror, thriller i western, coproduït entre Espanya i Itàlia; El condor, de John Guillermin, al costat de Jim Brown en una apreciable cinta que no va obtenir massa repercussió; Storm Rider, de Gordon Douglas, al costat de Warren Oates; Bad Man's River, d'Eugenio Martín, al costat de James Mason, etc.
1972 és també l'any en què l'actor comença un llarg tàndem amb el director Frank Kramer en diversos films de mitjana o gran popularitat en el seu dia, adscrits al spaguetti western més convencional. D'aquest moment són també alguns films de la sèrie Sabata en els que Van Cleef va participar.
A finals de la dècada de 1970, i després del declivi del gènere espagueti western, Van Cleef es va incorporar a la televisió, on el western vivia una segona edat d'or en multitud de sèries i telefilms, i ocasionalment torna a la pantalla gran, com a Objectiu: matar (1977) amb John Ireland i Carmen Cervera, i Escape from New York, de John Carpenter, convertida avui en film de culte.
Lee Van Cleef també va participar en un capítol de la sèrie El Zorro (amb Guy Williams) en la segona temporada un dels seus primers capítols, i fent de brivall.
Va morir d'un infart agut de miocardi el 16 de desembre de 1989, i reposa en el cementiri Forest Lawn, Hollywood Hills a Los Angeles.

## Filmografia
- Sol davant el perill (High Noon) (1952)
- Frontera oberta (Untamed Frontier) (1952)
- Kansas City Confidential (1952)
- El monstre dels temps remots (The Beast From 20,000 Fathoms) (1953)
- The Lawless Breed (1953)
- The Bandits of Corsica (1953)
- White Lightning (1953)
- Arena (1953)
- Vice Squad (1953)
- Jack Slade (1953)
- The Nebraskan (1953)
- Private Eyes (1953)
- Tumbleweed (1953)
- Gypsy Colt (1954)
- Arrow In The Dust (1954)
- Rails Into Laramie (1954)
- The Yellow Tomahawk (1954)
- Princess of the Nile (1954)
- The Desperado (1954)
- Dawn At Socorro (1954)
- Treasure of Ruby Hills (1955)
- Deu fugitius (Ten Wanted Men) (1955)
- The Naked Street (1955)
- Un home sense estrella (Man Without A Star) (1955)
- I Cover The Underworld (1955)
- The Road To Denver (1955)
- A Man Alone (1955)
- The Vanishing American (1955)
- El conqueridor de Mongòlia (The Conqueror) (1955)
- Agent especial (The Big Combo) (1955)
- It Conquered the World (1956)
- Tribute To A Bad Man (1956)
- Pardners (1956)
- Accused of Murder (1956)
- The Lonely Man (1957)
- The Tin Star (1957)
- The Quiet Gun (1957)
- Duel de titans (Gunfight at the O.K. Corral) (1957)
- China Gate (1957)
- The Badge of Marshal Brennan (1957)
- The Last Stagecoach West (1957)
- Joe Dakota (1957)
- Gun Battle of Monterey (1957)
- Raiders of Old California (1957)
- Day of the Bad Man (1958)
- The Bravados (1958)
- El ball dels maleïts (The Young Lions) (1958)
- Machete (1958)
- Guns, Girls, and Gangsters (1959)
- Cavalcant en solitari (Ride Lonesome) (1959)
- The Slowest Gun In The West (TV) (1960)
- Posse From Hell (1961)
- La Dimensió Desconeguda (The Twilight Zone) (TV) (1961)
- L'home que va matar Liberty Valance (The Man Who Shot Liberty Valance) (1962)
- La conquesta de l'Oest (How the West Was Won) (1962)
- Per qualche dollaro in più (1965)
- El bo, el lleig i el dolent (Il buono, il brutto, il cattivo) (1966)
- The Big Gundown (1966)
- La mort va a cavall (Da uomo a uomo) (1967)
- Els dies de la ira (I giorni dell'ira) (1967)
- Beyond the Law (1968)
- Commandos (1968)
- Sabata (Ehi amico... c'è Sabata. Hai chiuso!) (1969)
- Barquero (1970)
- El còndor (El Condor) (1970)
- Captain Apache (1971)
- El retorn de Sabata (È tornato Sabata... hai chiuso un'altra volta) (1971)
- Storm Rider (1972)
- Duel a l'alba (Il grande duello) (1972)
- Bad Man's River (1972)
- El desafiament dels set magnífics (The Magnificent Seven Ride!) (1972)
- Mean Frank and Crazy Tony, també coneguda com a Escape From Death Row (1973)
- The Stranger and the Gunfighter (1974)
- Take a Hard Ride (1975)
- God's Gun (1976)
- Kid Vengeance (1977)
- The Perfect Killer (1977)
- Nowhere to Hide (1977) (TV)
- Controrapina (1978)
- The Hard Way (1979) (TV)
- The Octagon (1980)
- Fuga de Nova York (Escape from New York) (1981)
- Killing Machine (1983)
- Codename: Wild Geese (1984)
- The Master (1984) (sèrie TV)
- Jungle Raiders (1985)
- Armed Response (1986)
- The Commander (1986)
- Els bojos del Cannonball 3 (Speed Zone!) (1989)
- Thieves of Fortune (1989)